# Емин Бекторе
Емин Бекторе (на кримскотатарски: Emin Bektóre, също транслитерирано на турски: Emin Bektöre, Емин Бектьоре) (1906 – 1995) е роден в Добруджа кримски татарин, фолклорист, етнограф, текстописец и активист за етнически татарски каузи.

## Биография
Емин Бекторе е роден през 1906 г. в Добрич, Княжество България. От 1913 до 1940 г. Добрич остава в рамките на Румъния и е наречен Базарджик. Бектре получава основно и средно образование в Румъния съответно в Базарджик и Букурещ. От ранна възраст се интересува от фолклора, като се присъединява към румънски и български фолклорни групи. Впоследствие организира няколко кримско-татарски народни ансамбли и пише и изиграва пиеси като „Şahin Giray Han“, „Atilla“, „Bora“, „Kîrîm“, „Kók-kóz Bayar“. През 1930 г. в Констанца заедно с група съмишленици начело с Мустеип Юлкюсал основават кримско-татарския журнал „Емел“.
През 1940 г. Бекторе имигрира в Турция и се установява в Ескишехир, където извършва значителна работа по проучване на татарската народна култура.

Там продължава да преподава и консултира по фолклор и фолклорни въпроси. Той създава и развива множество етнографски и фолклорни инициативи в Турция. Благодарение на неговата дейност кримско-татарските народни танци и музика се включват в образователната програма на провинция Ескишехир.
Той води кампании за национални татарски каузи. През 60-те години се среща отново, този път в Турция, с Мюстеип Юлкюсал и други водещи кримско-татарски активисти като Кафер Сейдамет Къръмер и Едиге Къръмал и отново започва да допринася за турската серия на журнала „Емел“.
Бекторе умира на 15 април 1995 г.